# Montre Pomander de 1505
 (février 2019).
Améliorez-le ou discutez des points à vérifier. 
La montre pomander de 1505 (quelquefois désignée sous le nom de PHN1505) est une montre portative dont la création est souvent attribuée à un serrurier et horloger allemand de Nuremberg, Peter Henlein. 
Longtemps considérée comme la première montre au monde, son authenticité et son attribution sont très controversées,,,. Cette montre, constituée d’une petite sphère en cuivre dorée au feu ou pomme de senteur orientale (pomander), allie l’ingénierie allemande aux influences orientales. En 1987, la montre réapparait dans un marché aux puces de Londres. Elle aurait été estimée à une valeur comprise entre 50 et 80 millions de dollars (mai 2014),[réf. à confirmer].

## Historique

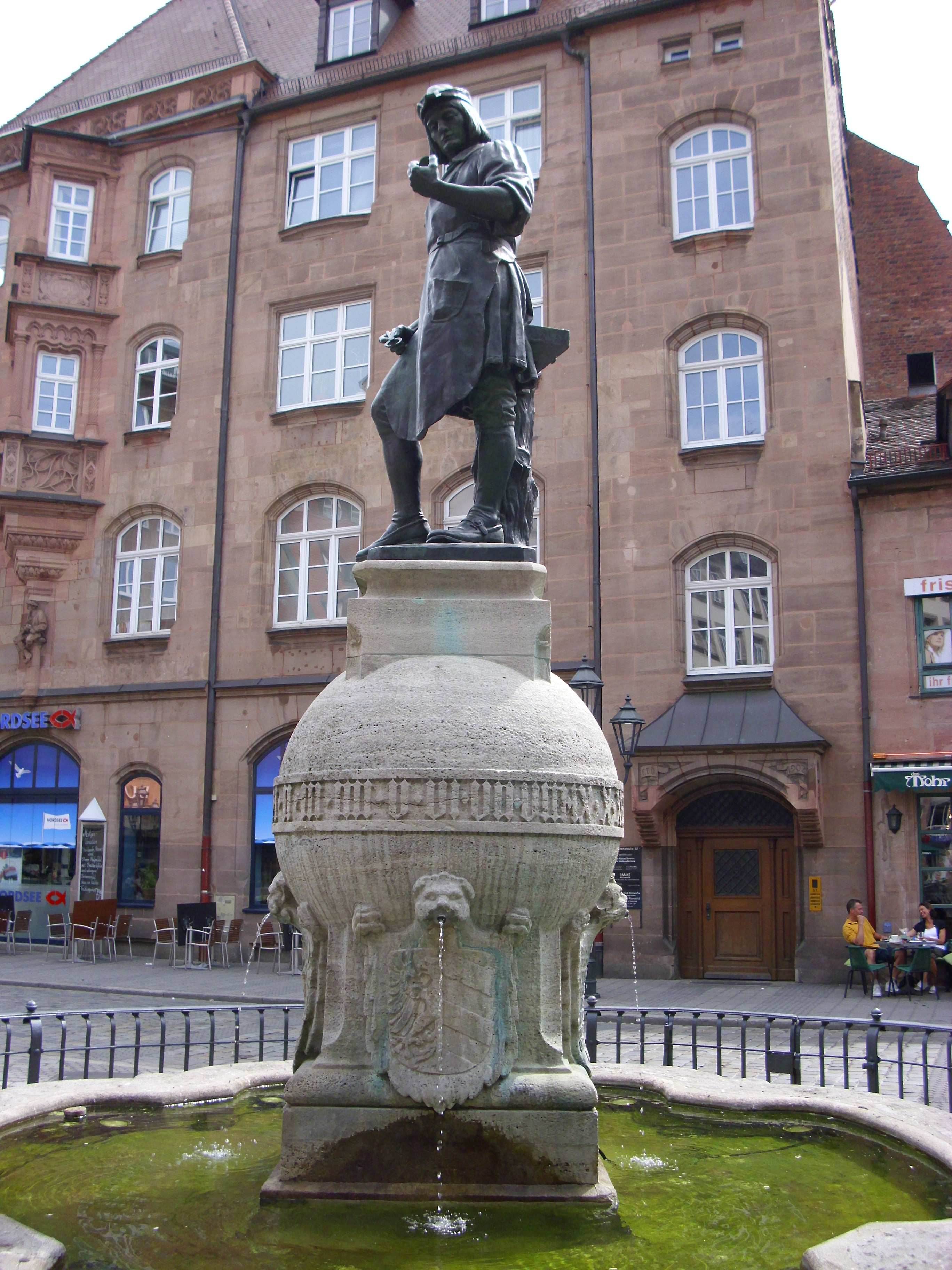
Statue-fontaine de Peter Henlein à Nuremberg construite en 1905.

### Invention de la montre
Les premières pièces d’horlogerie portées, à l’origine fabriquées au XVIe siècle dans les villes allemandes de Nuremberg et Augsbourg, étaient de tailles comprises entre des horloges et des montres. Les pièces d’horlogerie portables furent rendues possibles par l’invention du ressort principal,. Peter Henlein fut le premier artisan allemand à fabriquer des pièces d’horlogerie ornementales portées en pendentif. La raison de sa célébrité (comme l’inventeur de la montre) est un extrait de Johann Cochlaeus en 1511,. Depuis, Henlein est connu comme étant l’inventeur des premières montres portables,,. Au début du XVIe siècle, il devint la première personne à installer de petits mouvements dans la capsule d’un pommeau avec des essences aromatiques. Dans les années 1505-1510, il est le premier à inventer une « montre de poche », un cylindre de 5,5 cm de diamètre et 4,5 cm de hauteur cm avec balancier[réf. à confirmer]. En 1505, Peter Henlein de Nuremberg fut le premier à fabriquer la montre portable à pomme de senteur, la première montre au monde,,,,,.
La production de cette montre était rendue possible tout d’abord par une miniaturisation totalement inconnue à l’époque du pendule de torsion et du mécanisme de ressort hélicoïdal installé dans l’unité technique par Peter Henlein, une innovation entièrement technologique et une nouveauté pour l’époque, capable de fonctionner dans toutes les positions ; ceci fait de la montre 1505 une véritable invention,,.
Henlein créa la montre à pommeau lorsqu’il vivait dans le monastère franciscain de Nuremberg,. Où il acquit ses connaissances sur les montres orientales réunies au fil des siècles.
Au cours de sa vie, Henlein a créé d’autres types de montres ainsi que des montres similaires (par exemple des montres à tambour, appelées plus tard œufs de Nuremberg),. Il est aussi à l’origine de l’horloge de la tour du château de Lichtenau[Lequel ?] en 1541, et connu comme fabricant d’instruments scientifiques sophistiqués.

### Redécouverte
L’histoire de la réapparition de la montre démarre en 1987 dans un marché aux puces londonien. La montre a ensuite changé plusieurs fois de propriétaires collectionneurs ignorants de sa valeur jusqu’à ce qu’un collectionneur privé achète la montre pommeau. Un comité évalue la montre en 2014, en particulier le fait que celle-ci date de 1505 et soit signée par Henlein lui-même.

## Esthétique
Le design était constitué de deux petites demi-sphères reliées par une charnière. La moitié supérieure du pommeau peut être ouverte pour révéler une seconde demi-sphère légèrement plus petite. Le cadran se situe sur la partie supérieure de cette sphère intérieure. La surface supérieure du cadran affiche des chiffres romains pour la première moitié de la journée, et sur la partie extérieure, des chiffres arabes pour la seconde partie de la journée. Ceci montre la transition à une nouvelle utilisation des chiffres à cette période de l’histoire.
La montre pommeau comporte de petites gravures de la ville de Nuremberg au début du XVIe siècle, par exemple le Henkerturm construit en 1320, qu’il est toujours possible de visiter aujourd’hui ou encore Weinstadel, toujours établie[réf. nécessaire]. D’autres symboles sont aussi gravés dans la montre, tels que le soleil, des serpents ou lauriers gravés dans la montre.

### Description technique
Le boîtier est constitué de cuivre durci à la flamme à l’extérieur et plaqué argent à la flamme à l’intérieur. En dehors d’un nouvel engrenage en laiton rénové, le mouvement est entièrement en fer. Les dimensions sont :
- Diamètre du boîtier : 4,15 cm x 4,25 cm (avec bague d’équateur de 4,5 cm)
- Poids: 38,5 g
- Diamètre du mouvement : 3,60 cm x 3,55 cm
- Poids: 54,1 g

Une clé est utilisée pour remonter la montre. La montre 1505 fonctionne pendant une période calculée de 12 heures

### Inscriptions
Sur le boîtier de la montre est gravée une ancienne bannière latine. L’inscription est: DVT ME FUGIENT AGNOSCAM R.[réf. nécessaire]

### Symbolisme de la montre

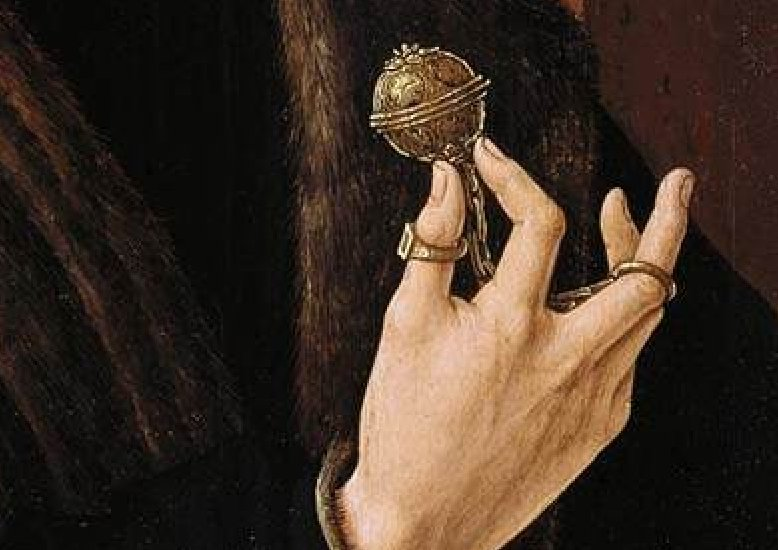
Une pomandre sans fonction de montre : Jan Gerritz van Egmond van de Dijenborgh, (Jacob Cornelisz. van Oostsanen, 1518)

La Pomander (du français «pomme ambre» et «Bisamapfel» en allemand) ou pomme de senteur, aussi appelée Riechapfel, était un signe oriental de position sociale, et représentait souvent le premier contact des européens avec les fragrances de l’orient. Elle devint le symbole d’un échange diplomatique entre les personnalités de l’est et de l’ouest, et il était cru qu’elle possédait des pouvoirs thérapeutiques et protecteurs,. Par exemple, Jacob Cornelisz. van Oostsanen a créé en 1518 un portrait de Jan Gerritz van Egmond van de Dijenborgh, le maire élu d’Alkmaar en 1518, tenant une pomander dans sa main. La forme de pommeau était très répandue au Moyen Âge de l’orient à l’Europe. La montre elle-même peut être considérée comme étant une rencontre culturelle entre l’ingénierie européenne et la forme orientale. Les pomanders étaient portées en raison des pauvres conditions d’hygiène dans les villes. Le parfum de musc à l’intérieur du pommeau avait des propriétés désinfectantes et résistantes à l’odeur.
Le serpent est l’un des plus anciens symboles mythologiques de la civilisation, qui remonte aux mésopotamiens. Le serpent se mangeant la queue (l’Ouroboros) est un symbole de l’infinité de l’univers et de la vie éternelle. Il représente aussi l’orbite du soleil,, la dualité et un symbole d’alchimie d’Égypte ancienne (le Tout est un).,
Le symbolisme du laurier est passé dans la culture romaine, qui considérait le laurier comme un symbole de victoire. Il est aussi associé à l’immortalité, avec une purification rituelle, la prospérité et la santé,.
Le symbolisme du soleil sur le pommeau comme source d’énergie et lumière de la vie sur terre est un objet central dans la culture et la religion depuis la préhistoire. Le rituel de vénération du soleil a donné naissance à des dieux solaires dans les traditions théistes à travers le monde et le symbolisme du soleil est omniprésent. En dehors de sa relation immédiate avec la lumière et la chaleur, le soleil est aussi important pour le suivi de l’heure et l’indicateur principal du jour et de l’année.

## Valeur monétaire
Un article de 1524 indique que Henlein avait payé 15 florins (un florin vaut entre 140 et 1000 dollars américains d’aujourd’hui environ) pour une montre à pommeau. L’évaluation initiale est de 50 à 80 millions de dollars selon le magazine Antique Week (mai 2014).

## Examens et confirmation

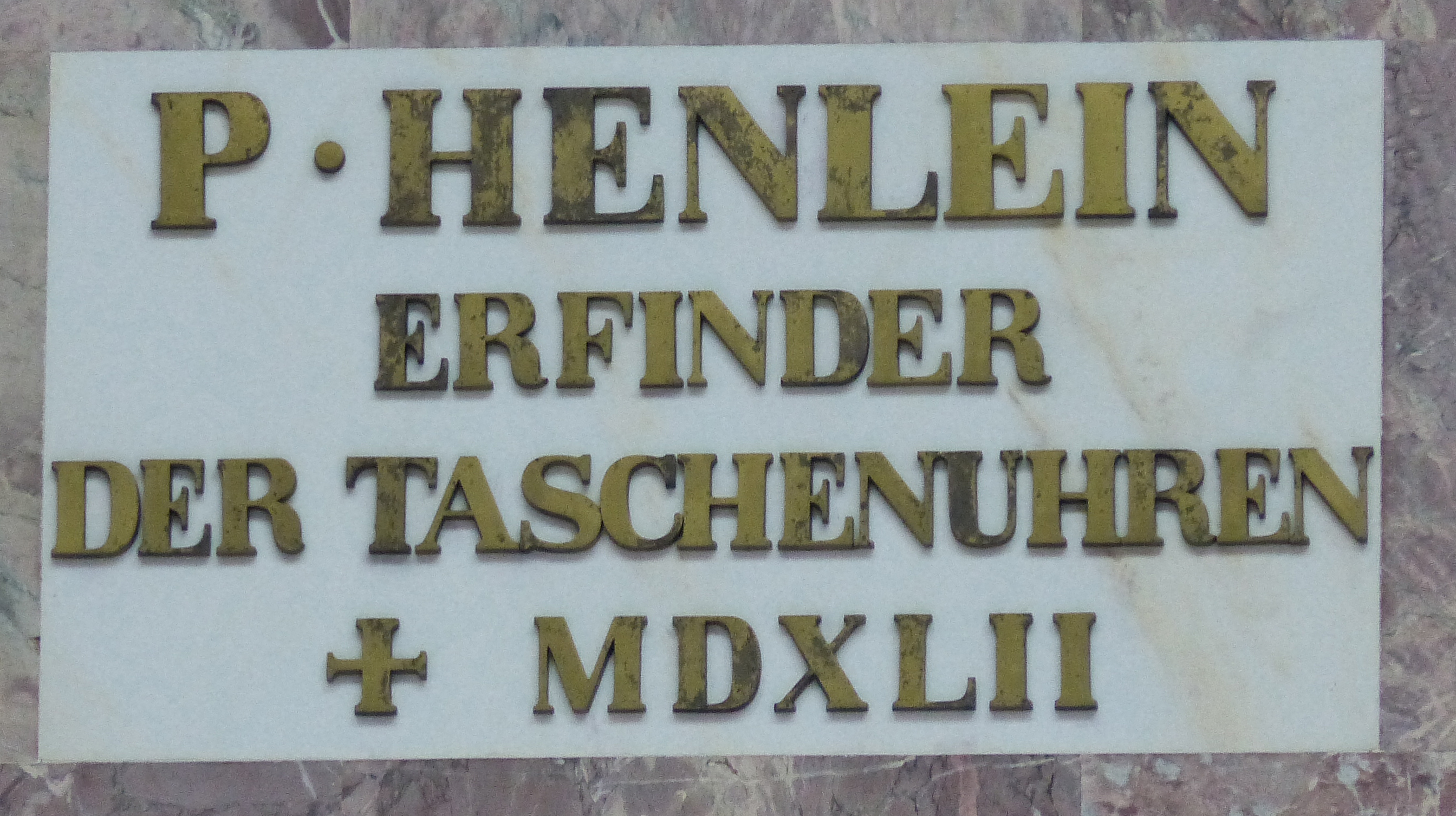
Peter Henlein - Erfinder der Taschenuhr, Walhalla (bâtiment)

Plusieurs examens (examens micro et macrophotographiques et métallurgiques ainsi qu’une tomographie en 3D par ordinateur) ont été réalisés pour prouver l’authenticité de la montre. Les résultats des inspections générales ont montré que la montre pomander avait été créée par Henlein en 1505,,.
Il existe aussi une confirmation de la date de l’invention, qui confirme que les gravures se situent sous la couche de dorure par le feu. L’invention fut célébrée lors du 400e anniversaire de l’Association des horlogers allemands en 1908. À cette occasion, une fontaine dédiée à Peter Henlein fut construite à Nuremberg,.
Johann Neudörfers a aussi écrit en 1547 qu’Henlein avait inventé la montre pomander (bisam Köpf zu machen erfunden).
Le Valhalla de Donaustauf, monument aux «politiciens, souverains, scientifiques et artistes de langue allemande», honore Peter Henlein avec les mots inventeur de la montre.

## Autres montres pomander par Peter Henlein

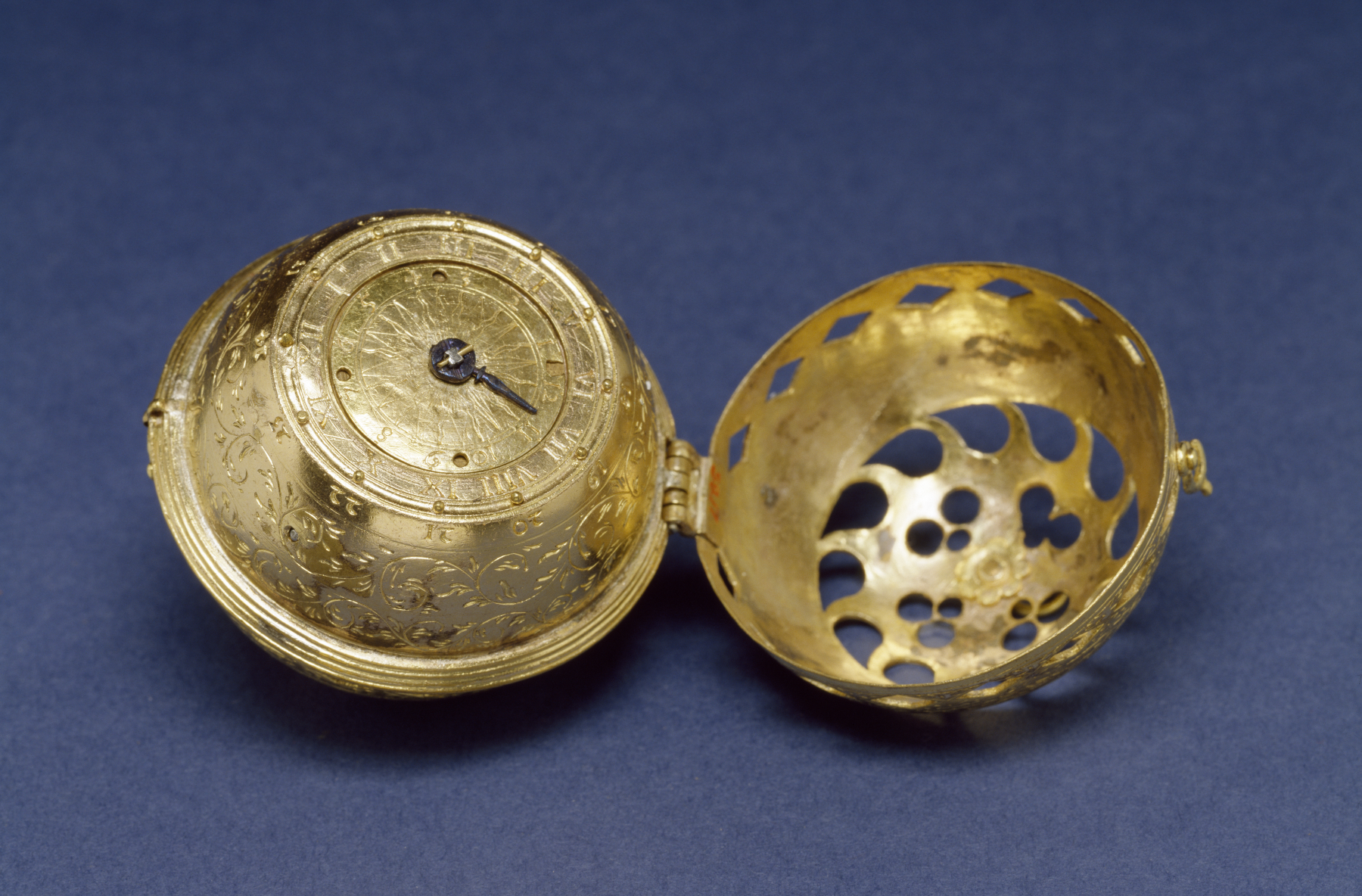
Montre pomander de Melanchthon de 1530, Walters Art Museum, Baltimore.

Il existe aujourd’hui uniquement deux montres pomander bien conservées au monde. L’une, de 1505, appartient à un individu et l’autre, la Montre pomander de Melanchthon de 1530, appartient au Walters Art Museum de Baltimore. Il s’agissait probablement d’un cadeau de la ville de Nuremberg au réformateur de Nuremberg Philip Melanchthon et les services de Peter Henlein avaient été retenus pour créer cette montre personnalisée. Un boîtier de montre pomander vide peut aussi être vu au musée de la montre de Wuppertal.
L’ancien horloger et collectionneur d’art Jürgen Abeler du musée de la montre de Wuppertale conclut dans son livre: « Donc, si l’une des montres conservées devait être liée à la personne de Peter Henlein, ce ne peut être que cette montre dans le pommeau ».

## Influences historiques de la montre
Les tentatives de réduire la taille des horloges et les rendre portables ont toujours été un défi pour les horlogers. Peter Henlein n’est pas l’inventeur des horloges portables mais plutôt d’un instrument de mesure du temps portable ; la montre, le dispositif de surveillance de l’heure personnalisé le plus petit de son époque.